# Leandro Amaral
Leandro Amaral, właśc. Leandro Câmara do Amaral (ur. 6 sierpnia 1977 w São Paulo) – brazylijski piłkarz, występujący podczas kariery na pozycji napastnika.

## Kariera klubowa
Leandro Amaral rozpoczął piłkarską karierę w Portuguesie São Paulo w 1997 roku, w której grał do 1999 roku. Dobra gra zaowocowała transferem do Europy. Przez dwa lata występował we włoskiej Fiorentinie, jednak strzelił w tym okresie tylko pięć bramek. Największym osiągnięciem z klubem z Florencji było zdobycie Pucharu Włoch w 2001 roku. Po powrocie do Brazylii grał kolejno w latach 2001–2004 w:Grêmio, São Paulo, SE Palmeiras, Corinthians Paulista, Ituano i Portuguesa, po czym wyjechał do francuskiego FC Istres, w którym grał przez cztery miesiące 2005 roku. W Brazylii ponownie grał w Portuguesie w latach 2005–2006. Lata 2006–2007 spędził w CR Vasco da Gama, w którym w 43 meczach zdobył 21 bramek. W 2008 zaliczył krótki epizod we Fluminense FC, po czym wrócił do CR Vasco da Gama. Od 2009 roku powrócił jednak do Fluminense FC, gdzie gra do chwili obecnej. W rok 2009 Leandro osiągnął sukces na arenie międzynarodowej w postaci finału Copa Sudamericana 2009, gdzie Fluminense uległ ekwadorskiemu LDU Quito.
W 2010 został zawodnikiem lokalnego rywala Fluminense – CR Flamengo.

## Kariera reprezentacyjna
Leandro Amaral zadebiutował w reprezentacji Brazylii 9 sierpnia 2000 w towarzyskim meczu z reprezentacją Chile, wchodząc na boisko w 66 min. za Ronaldinho. W 2001 wystąpił na Pucharze Konfederacji. W tym turnieju wystąpił w czterech spotkaniach, w tym z reprezentacją Australii, który był zarazem jego ostatnim meczem w reprezentacji. Łącznie w latach 2000–2001 rozegrał w barwach canarinhos 6 spotkań.